# اليكسا نيكولاس
اليكسا نيكولاس (بالإنجليزية: Alexa Nikolas)‏ مواليد 4 أبريل 1992 في شيكاغو، هي ممثلة أمريكية بدأت مسيرتها الفنية عام 1999.

## وصلات خارجية
- اليكسا نيكولاس على موقع IMDb (الإنجليزية)
- اليكسا نيكولاس على موقع ألو سيني (الفرنسية)
- اليكسا نيكولاس على موقع أول موفي (الإنجليزية)
- اليكسا نيكولاس على موقع إن إن دي بي (الإنجليزية)
- اليكسا نيكولاس على موقع قاعدة بيانات الفيلم (الإنجليزية)
- اليكسا نيكولاس على موقع كينوبويسك (الروسية)